# 대구호산초등학교
대구호산초등학교는 대한민국 대구광역시 달서구에 있는 공립 초등학교이다.

## 학교 연혁
- 2005-12-23 대구호산초등학교 설립 인가
- 2007-09-01 대구호산초등학교 개교(24학급), 초대 남윤환 교장 취임
- 2008-03-01 32학급 편셩(8학급 증설), 대구호산초등학교병설유치원 개원(2학급), 종일반(1학급) 운영
- 2008-03-03 제1회 입학식(6학급)
- 2009-02-12 제1회 졸업생 타임캡슐 매설식
- 2009-02-16 제1회 졸업식(남77명, 여66명, 계143명)
- 2009-03-01 30학급 편성(2학급 감축, 유치원 2학급 별도), 대구교육대학교 교육실습 대용부설초등학교 지정(~2012.02.29)
- 2009-03-02 제2회 입학식(4학급)
- 2010-02-11 제2회 졸업식(남87명, 여75명, 계162명)
- 2010-03-01 30학급 편성, 제2대 김영식 교장 부임
- 2010-03-02 제3회 입학식(4학급)
- 2011-02-16 제3회 졸업식(남81명, 여79명, 계160명)
- 2011-03-01 30학급 편성(유치원 2학급 별도)
- 2011-03-02 제4회 입학식(4학급)
- 2011-03-04 제4회 병설유치원 입학식(2학급)
- 2011-09-01 제3대 김성태 교장 부임
- 2012-02-16 제4회 졸업식(남77명, 여77명, 계154명)
- 2012-03-02 제5회 입학식(4학급)
- 2012-03-07 제5회 병설유치원 입학식(2학급)
- 2013-02-15 제5회 졸업식(남67명, 여50명, 계117명)
- 2013-03-01 30학급 편성(유치원 2학급 별도)
- 2013-03-04 제6회 입학식(3학급)
- 2014-02-14 제6회 졸업식(남74명, 여76명, 계 150명)
- 2014-03-01 27학급 편성(유치원 2학급 별도)
- 2014-03-03 제7회 입학식(4학급)
- 2014-09-01 제4대 박두흥 교장 부임
- 2015-02-13 제7회 졸업식(남45명, 여55명, 계 100명)
- 2015-03-01 26학급 편성(유치원 2학급 별도)
- 2015-03-02 제8회 입학식(4학급)
- 2016-03-01 대구대실초등학교 개교와 함께 분리 이관
- 2016-09-01 제5대 김한길 교장 부임
- 2017-03-02 제10회 입학식(3학급)
- 2018-02-09 제10회 졸업식(남 34명, 여 39명, 계 73명)
- 2018-03-02 제11회 입학식(3학급)
- 2019-02-01 제11회 졸업식( 남 36명, 여 31명, 계 67명)
- 2019-03-01 19학급 편성(유치원 2학급 별도)
- 2020-02-13 제12회 졸업식 (남 38명, 여 32명, 계 70명)
- 2020-03-01 19학급 편성
- 2021-02-10 제13회 졸업식 (남 25명, 여 34명, 계 59명)
- 2021-03-01 17학급 편성(유치원 2학급 별도)
- 2021-09-01 제6대 김숙자 교장 부임
- 2022-02-17 제14회 졸업식(남 26명, 여 23명, 계 49명)
- 2022-03-01 17학급 편성
- 2023-02-10 제15회 졸업식(남 35명, 여 25명, 계 60명)
- 2023-09-01 제7대 권효숙 교장 부임